# アンドレイ・イヴァノヴィチ (ピアニスト)
アンドレイ・ヴィクトロヴィチ・イヴァノヴィチ（Andrei IVANOVITCH、ロシア語: Андрей Викторович ИВАНОВИЧ、1968年 - ）は、ブカレスト生まれのロシアのピアニスト。

## 略歴
幼少の頃、ルーマニアの名ピアニストヴァレンティン・ゲオルギウの勧めで家族と共にロシアに移住、音楽の専門教育を受け始める。サンクト・ペテルブルク音楽院（旧レニングラード音楽院）卒業後、グネーシン音楽アカデミー、カールスルーエ音楽大学に学び、N.ペルノーヴァ、I.アントノヴァ、N.ユジャニンに師事。W.カペル、カサグランデ、シンシナティ他多くの国際コンクールで優勝や入賞を手にする。
1996年のカーネギー・ホールでリサイタルNew York Concert Reviewをひらき、その演奏は“多くの点で若きアシュケナージや、比類なきディヌ・リパッティをも思い起こさせ、どのような讃辞でも言い尽くせない...”と絶賛された。
これまでにロシア・ナショナル管弦楽団、サンクトペテルブルク・フィルハーモニー、バーデン＝バーデンフィル等のオーケストラ、R.マルティノフ、ミハイル・プレトニョフ、V.チェルヌィシェンコ、L.クレーマー等の指揮者やタネーエフ・カルテットと共演。
2001年、1957年のグレン・グールド、ソビエト公演のドキュメンタリー映画“グレン・グールド　ロシアの旅”（カナダ製作）に、M.ロストロポーヴィチ、V.アシュケナージ、N.シュタルクマン、V.トロップらと共に出演、J.S.バッハの“フーガの技法”を同映画の中で演奏している。
2003年、サンクト・ペテルブルク・ショパン協会の名誉会員に選ばれ、翌年にはスウェーデン王室より招待を受け、ベルナドット伯爵95歳記念コンサートに出演。2008年にはウラジカフカスでのゲルギエフ・フェスティバルでリサイタルを行っている。
現在まで、アメリカ、ドイツ、フランス、ウクライナ、フィンランド、ベルギー等世界中の舞台で演奏活動を行っている。日本へは過去、2007年（東京、名古屋）、2011年（大阪）の2回の来日公演を行っている。
演奏家としての活動と同時に、サンクトペテルブルク音楽院ピアノ科の准教授であり、後進の指導にもあたっている。

## レパートリー
レパートリーは、スカルラッティ、J.S.バッハなどバロック作品、ドイツ古典、ロマン派から現代音楽まで幅広く、中でもモーツァルト、ショパン、ラフマニノフ、プロコフィエフ、シチェドリンを得意とするが、スクリャービン、グラズノフやセルゲイ・リャプノフのピアノ協奏曲のような演奏頻度の少ない作品を演奏することもある。
20世紀の偉大な指揮者エフゲニー・ムラヴィンスキーは作曲家としても作品を残しており、生誕100年を記念して2003年、世界で初めてとなる彼のピアノ作品の録音を行い、BBCにおいても放送されている。

## 演奏スタイル
ロシア歴代のヴィルトゥオーソピアニストが持つ強靭なタッチと、極めて繊細なピアニシモを合わせ持つ。アレクサンドラ・ムラヴィンスカヤ（指揮者ムラヴィンスキーの妻でかつてのレニングラード交響楽団の首席フルート奏者）が高評価をしているピアニストでもある。

## 家族・親族
- 曾孫：ワルツ《ドナウ川のさざなみ》で知られる、ルーマニアの作曲家ヨシフ・イヴァノヴィチの曾孫にあたる。